# Клюг, Райнер
Райнер Клюг (нем. Rainer Klug; 13 декабря 1938, Констанц, Германия) — католический епископ, титулярный епископ Ала-Милиарии и вспомогательный епископ архиепархии Фрайбурга с 23 мая 2000 года.

## Биография
Райнер Клюг родился 13 декабря 1938 года в городе Констанц. С 1964 по 1969 год изучал теологию в Фрайбургском и Вюрцбургском университетах. 15 мая 1969 года состоялось рукоположение Райнера Клюга в священника. С 1972 по 1981 году служил епархиальным священником. С 1981 по 1992 год был настоятелем прихода святых апостолов Петра и Павла в городе Дурлах.
23 мая 2000 года Римский папа Иоанн Павел II назначил Райнера Клюга титулярным епископом Ала-Милиарии и вспомогательным епископом архиепархии Фрайбурга. 29 июня 2000 года состоялось рукоположение Райнера Клюга в епископа, которое совершил архиепископ Оскар Зайер в сослужении с епископами Жозе Доре и Паулем Верле.